# والی مازور
والی مازور (انگلیسی: Wally Masur؛ زاده ۱۵ مهٔ ۱۹۶۳) یک تنیس‌باز اهل استرالیا است.